# دييغو كاستيلانوس
دييغو كاستيلانوس (بالإسبانية: Diego Castellanos)‏ هو لاعب كرة قدم مكسيكي، ولد في 14 مارس 1993 في غوادالاخارا في المكسيك. لعب مع نادي تشياباس.

## وصلات خارجية
- دييغو كاستيلانوس على موقع قاعدة بيانات كرة القدم.إي يو (الإنجليزية)